# 鬱築鞬
鬱築鞬（呉音：うっちくこん、漢音：うっちくけん、拼音：Yùzhùjiān、? - 228年）は、中国三国時代の鮮卑の大人（たいじん：部族長）のひとり。軻比能の女婿。

## 経歴
太和2年（228年）、魏の田豫に派遣された通訳の夏舎が鬱築鞬の部落に訪ねてきたため、鬱築鞬は夏舎を殺害した。その秋、田豫は西部鮮卑の蒲頭と泄帰泥を率いて鬱築鞬を討ち、これを大破した。

## 参考資料
- 『三国志』魏書 烏丸鮮卑東夷伝第三十（軻比能伝）